# Österreichische Botschaft in Berlin

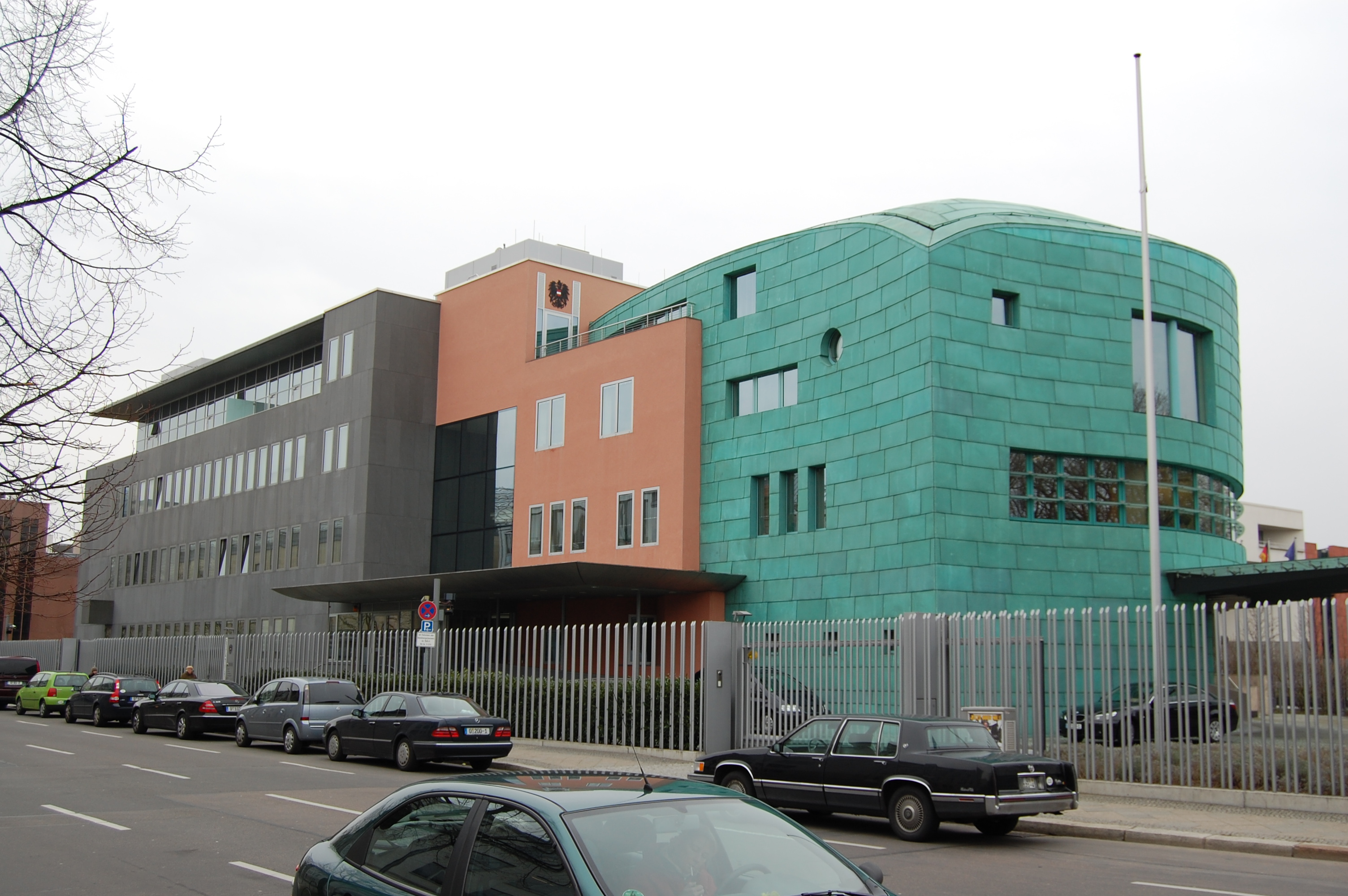
Österreichische Botschaft in Berlin-Tiergarten

Die Österreichische Botschaft in Berlin ist der Hauptsitz der diplomatischen Vertretung Österreichs in Deutschland. Sie befindet sich an der Stauffenbergstraße 1 im Berliner Ortsteil Tiergarten des Bezirks Mitte.

## Geschichte
Bis 1890 befand sich die Vertretung der k. u. k.-Monarchie Österreich-Ungarn beim Deutschen Reich in der Moltkestraße 3 (heute: Willy-Brandt-Straße) im Spreebogen, dem Palais von Victor I. von Ratibor. 1890 bezog die österreichisch-ungarische Botschaft einen eigenen Neubau am Kronprinzenufer 14 im Alsenviertel (heute: Bettina-von-Arnim-Ufer). Nachdem Österreich-Ungarn an der Seite Deutschlands den Ersten Weltkrieg verloren hatte, wurde mit dem Vertrag von Saint-Germain die Auflösung der österreichischen Reichshälfte geregelt. Die Botschaft der gegenüber dem k. u. k.-Reich stark verkleinerten Ersten Republik bezog ein neues Domizil in der Bendlerstraße 15 (heute: Stauffenbergstraße). Das Gebäude wurde im Zweiten Weltkrieg zerstört. Bis in die 1950er Jahre wurde ein Neuaufbau des fast vollständig zerstörten Botschaftsviertels am West-Berliner Tiergarten in seiner Vorkriegsnutzung diskutiert. Mit der Verschärfung des Kalten Krieges und der Zementierung der deutschen Teilung wurde dieses Vorhaben zunehmend unrealistisch. Ab 1958 trat der Berliner Senat mit einer Reihe von Staaten in Kaufverhandlungen, um die Botschaftsruinen zu beseitigen, und das Viertel einer neuen Stadtplanung zuzuführen. Österreich verkaufte sein Grundstück in der Stauffenbergstraße 15 noch in den 1980er Jahren.

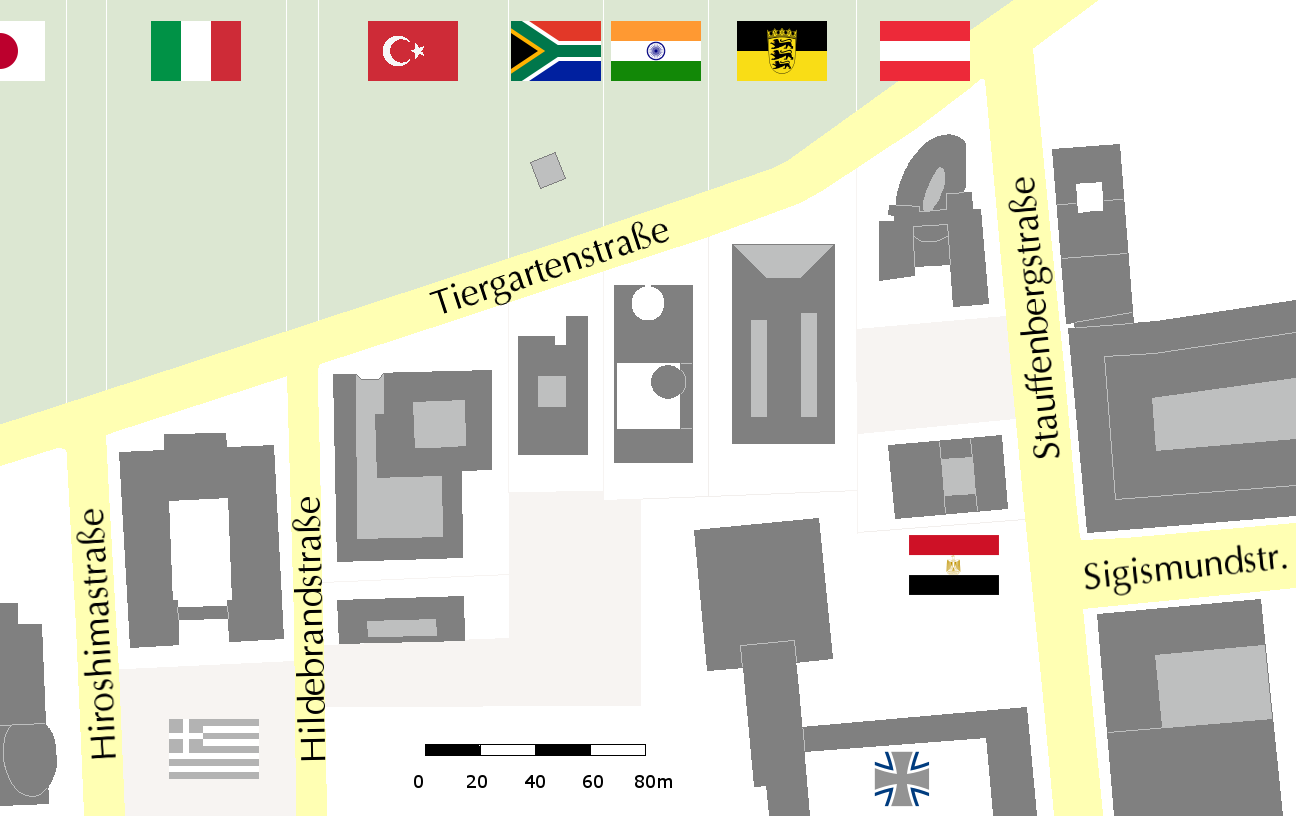
Lageplan der Botschaftsumgebung

Die Österreichische Botschaft in Bonn befand sich zuletzt in einem eigens errichteten Kanzleigebäude an der Johanniterstraße 2 im Parlaments- und Regierungsviertel. 1972 nahm Österreich auch zur DDR diplomatische Beziehungen auf. Der Sitz der Botschaft befand sich bis zu ihrer Schließung im Jahr 1990 in der Otto-Grotewohl-Straße 5 (heute: Wilhelmstraße 65) in Berlin-Mitte.
Nach der deutschen Wiedervereinigung und dem Hauptstadtbeschluss von 1991 stand fest, dass die wesentlichen deutschen Ansprechpartner der höchsten diplomatischen Vertreter eines Landes – Bundeskanzleramt, Bundestag und Außenministerium – ihren Sitz spätestens im Jahr 2000 in Berlin haben würden. Dementsprechend erwarb die Republik Österreich ein neues Grundstück in der Stauffenbergstraße Ecke Tiergartenstraße. Auf dem Grundstück befand sich in der Vorkriegszeit bis zum Ende der bundesstaatlichen Selbstständigkeit 1937 die Vertretung der Freien Hansestadt Lübeck beim Deutschen Reich. Den Architekturwettbewerb von 1996 bis 1997 gewann der österreichische Architekt Hans Hollein. Baubeginn war im März 1999 und die Grundsteinlegung erfolgte am 9. Juni 1999. Die Baukosten betrugen rund 14,9 Millionen Euro. Das Gebäude wurde schließlich am 5. Juli 2001 in Anwesenheit des österreichischen Bundespräsidenten Thomas Klestil sowie der österreichischen Außenministerin Benita Ferrero-Waldner und ihres deutschen Amtskollegen Joschka Fischer eingeweiht. Von 2003 bis 2009 war Christian Prosl der Botschafter, bis er 2009 von Ralph Scheide abgelöst wurde. Im Januar 2015 übernahm Nikolaus Marschik dieses Amt, der zuvor Leiter des Kabinetts des Bundesministers für Europa, Integration und Äußeres (BMEIA) war.
Der Konsularbezirk der Botschaft umfasst ganz Deutschland außer den Ländern Baden-Württemberg und Bayern, für die das Österreichische Generalkonsulat München zuständig ist.

## Lage und Gebäude
Die Botschaft befindet sich auf einem Eckgrundstück an der Einmündung der Stauffenbergstraße in die Tiergartenstraße, direkt am südlichen Rand des Großen Tiergartens. Direkte Nachbarn der Österreichischen Botschaft sind westlich – von der Tiergartenstraße aus gesehen rechts – die Baden-Württembergische Landesvertretung. Südlich – von der Stauffenbergstraße aus gesehen links – schließt sich an die Botschaft ein leerstehendes Grundstück an, auf das als nächster Nachbar die Ägyptische Botschaft folgt.

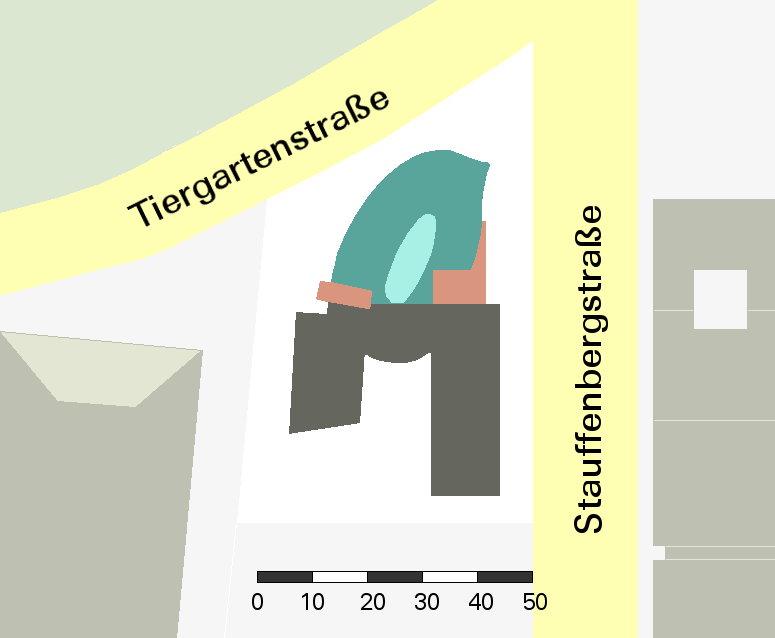
Dreigliederung des Baukörpers

Das Grundstück hat die Form eines Trapezes: die Front zur Stauffenbergstraße ist rund 80 m breit, das Grundstück ist von der Stauffenbergstraße aus gesehen rund 55 m tief, und an der rückwärtigen Front zur benachbarten Baden-Württembergischen Landesvertretung nur noch rund 55 m breit. Die Grundstücksfläche beträgt knapp 3700 m². Der Bebauungsplan schreibt für das Gebiet eine Bebauung mit freistehenden Stadtvillen vor, die mindestens zehn Meter voneinander entfernt und maximal 16 m hoch sein dürfen. Der Entwurf der Botschaft als Solitär geht mit seinen Maßen knapp an die Grenzen dieser Vorgaben, um die in der Bauaufgabe geforderten Volumina unterzubringen, die sich zu einer Bruttogeschossfläche von gut 7300 m² addieren.
Das Gebäude besteht aus drei miteinander verbundenen Baukörpern. Im Süden des Grundstücks ist ein Bau mit U-förmigem Grundriss parallel zur Stauffenbergstraße ausgerichtet. Die beiden Flügel des Baus haben eine anthrazitfarbene Fassade und beherbergen im zur Straße gelegenen Flügel Büroräume, während sich im hinteren Flügel die Residenz des Botschafters befindet. In der Basis des „U“ liegen Konsulatsräume, dieser Gebäudeteil hat eine rötliche Fassadengestaltung. Am Gelenk des Baus schließt sich ein organisch geformter Bau an, der mit einer schuppenförmigen Kupferfassade verkleidet ist und in die Grundstückspitze zur Ecke Stauffenberg-/Tiergartenstraße hineinragt. Der Grundriss des Kupferbaus hat die Form einer Flosse. In diesem Baukörper befinden sich im Erdgeschoss Veranstaltungsräume.
Das AußenwirtschaftsCenter Berlin als Büro der Außenwirtschaft Austria befindet sich im Gebäude. Dies ist die Internationalisierungs- und Innovationsagentur der österreichischen Wirtschaft.

## Österreichisches Kulturforum Berlin
Das Österreichische Kulturforum Berlin ist die offizielle Kulturvertretung Österreichs in Deutschland. Die Einrichtung ist Teil des internationalen Netzwerkes österreichischer Kulturforen des österreichischen Bundesministeriums für europäische und internationale Angelegenheiten. Seit 1991 wurde diese Arbeit durch die Kulturabteilung der Österreichischen Botschaft in Berlin durchgeführt. 2001 erfolgte die Umwandlung in das Österreichische Kulturforum Berlin.
Im Botschaftsgebäude nutzt das Kulturforum Veranstaltungsräume für Lesungen, Symposien, Konzerte und Ausstellungen. Das Kulturforum führt eigene Projekte durch und unterstützt die Anbahnung und Intensivierung von Kontakten österreichischer Kulturschaffender und Wissenschaftler zu Partnern und Partnerorganisationen in Deutschland.